# Forte Treporti
Il forte Treporti, detto anche Forte Vecchio, è una fortezza ottocentesca situata nel litorale di Cavallino Treporti, in località Punta Sabbioni. È una delle fortificazioni meglio conservate della laguna nord di Venezia ed oggi fa parte del percorso museale la "Via dei Forti".

## Storia
L'edificazione del forte fu iniziata nel 1845 durante la seconda dominazione austriaca e terminata nel 1851, con la costruzione dell'impianto generale costituito da primo e secondo livello, cannoniera e fossato. La sua funzione principale fu quella di difendere uno degli accessi acquei per Venezia. Prima della costruzione della diga foranea di Punta Sabbioni nel 1882 e della bonifica della zona, si trovava direttamente tra mare e laguna, sull'estremità della lingua di terra che caratterizza la conformazione geografica del litorale.
Nel 1900, sempre sotto presidio austriaco, ci fu la costruzione della polveriera.
Durante il presidio italiano nel 1915, furono costruite le torri telegoniometriche in laterizio intonacato e finiture in ferro mentre sotto il presidio tedesco, nel 1945, ci fu la costruzione di due piccoli magazzini con struttura muraria in mattoni e copertura in travi lignei.
Con la fine della seconda guerra mondiale, il suo uso militare venne meno e fu utilizzato come rifugio per sfollati, profughi e civili senza dimora. Attualmente è parzialmente abitato da alcune famiglie, legate genealogicamente ai primi insediatari
Dal 1996 opera l'associazione Meta Forte, poi rinominata Forte Vecchio, con la volontà e l'obiettivo di valorizzare la struttura, attraverso la produzione artistica.

## Struttura
Edificato in mattoni rossi e pietra bianca d'Istria, venne cinto da un fossato artificiale che lo collega alle acque della laguna, la fortificazione a pianta lunettata presenta un fronte arcuato e un ampio cortile interno protetto da terrapieni oggi spianati. La struttura di estensione e dimensioni rilevanti si estende su una superficie complessiva di oltre 26.000 m², di cui circa 3800 edificati, 10.400 scoperti e 12.400 destinati al fossato circostante.